# Анна Мария Йопек
Анна Мария Йопек (на полски: Anna Maria Jopek) (родена на 14 декември 1970 г. в Варшава) е полска вокалистка, пианистка, композиторка, поетеса, продуцентка на записи. Има 15 златни и платинени дискове.

## Биография
През 1994 г. Анна Мария Йопек завършва Музикалната академия „Фредерик Шопен“ във Варшава със специалност пиано. Учи джаз в Манхатънското музикално училище в Ню Йорк. През 1997 г. с песента „Ale Jestem“ представя Полша на конкурса за песен на Евровизия в Дъблин, през 1999 г. е избрана да представи полската музика на Олимпийската конференция в Сеул, през 2005 г. записва албума Upojenie заедно с джаз китариста, 20-кратен носител на „Грами“ Пат Матини. Творчеството ѝ е отличено с множество награди, сред които личната награда „Мишел Легран“ във Витебск през 1994 г., както и множество награди в Полша, включително златни и платинени албуми.

## Дискография

### Албуми
- Ale jestem (1997) [Но аз съм]
- Szeptem (1998)
- Jasnosłyszenie (1999)
- Dzisiaj z Betleyem (1999)
- Bosa (2000)
- Barefoot (international edition of Bosa) (2002)
- Nienasycenie (2002)
- Upojenie (с участието на Pat Metheny) (2002)
- Farat (live) (2003)
- Secret (2005)
- Niebo (2005)
- ID (2007)
- BMW Jazz Club Volume 1: Jo & Co (live) (2008)

### Сингли
- Chwilozofia 32-bitowa (1996)
- Ale jestem (1997)
- Joszko Broda (1997)
- Nie przychodzisz mi do głowy (1997)
- Cud niepamięci (1998)
- Przed rozstaniem (1998)
- Ja wysiadam (1999)
- Księżyc jest niemym posłańcem (1999)
- Na całej połaci śnieg (+ Jeremi Przybora, 1999)
- Nadzieja nam się stanie (1999)
- Smutny bóg (2000)
- Ślady po Tobie (2000) [Следи от вас]
- Szepty i łzy (2000)
- Jeżeli chcesz (2000)
- Henry Lee / Tam, gdzie rosną dzikie róże (+ Maciej Maleńczuk, 2001)
- Upojenie (2001)
- Na dłoni (2002)
- O co tyle milczenia (2002)
- I pozostanie tajemnicą (2002)
- Małe dzieci po to są (2003)
- Tam, gdzie nie sięga wzrok (2003)
- Mania Mienia (2003)
- Możliwe (2004)
- Gdy mówią mi (2005)
- Niebo (2006)
- A gdybyśmy nigdy się nie spotkali (2006)
- Teraz i tu (2007)
- Zrób, co możesz (2007)
- Skłamałabym (2007)
- Cisza na skronie, na powieki słońce (2008)
- Możliwe (2009)